# Акиньшин, Дмитрий Борисович
Дмитрий Борисович Акиньшин (1877, Пружинки — 1919, там же)— один из первых руководителей Совета в селе Пружинки Задонского уезда Воронежской губернии в 1917—1919 годах. В сентябре 1919 года вместе с Василием Игнатьевым был расстрелян белыми войсками мамонтовцев. После расстрела ещё живыми добиты шашками.
Около школы села Пружинки в 1956 году был поставлен памятник Д. Б. Акиньшину и В. Ф. Игнатьеву.